# Estación de Huélago-Darro y Diezma
Huélago-Darro y Diezma es una estación de ferrocarril situada en el municipio español de Huélago, aunque da servicio a los municipios de Darro y Diezma, en la provincia de Granada (Andalucía). Actualmente no dispone de servicio de viajeros, aunque puede ser utilizada como apartadero para efectuar cruces entre trenes de viajeros y de mercancías.

## Situación ferroviaria
Las instalaciones se encuentran situadas en el punto kilométrico 132,602 de la línea férrea de ancho ibérico Linares Baeza-Almería, a 1003 metros de altitud sobre el nivel del mar, entre las estaciones de Moreda y de Fonelas. El trazado es de vía única y está sin electrificar. 

## Historia
La estación fue construida por la Compañía de los Caminos de Hierro del Sur de España como parte de la línea Linares-Almería, que para 1899 ya se encontraba operativa. Situadas en el tramo Moreda-Guadix, las instalaciones servían principalmente como apartadero de trenes. En 1929 la estación pasó a manos de la Compañía de los Ferrocarriles Andaluces, empresa que desde 1916 ya venía gestionando las líneas e infraestructuras de «Sur de España». En 1936, durante la Segunda República, «Andaluces» fue incautada por el Estado debido a sus problemas económicos, y asignada la gestión de sus infraestructuras a la Compañía Nacional de los Ferrocarriles del Oeste.
En 1941, tras la nacionalización de los ferrocarriles de ancho ibérico, las instalaciones pasaron a formar parte de la recién creada RENFE. Con el paso de los años en torno a la estación se fue formando un núcleo poblacional, dependiente del municipio de Huélago, que para 1950 tenía un censo de 100 habitantes.
Desde el 1 de enero de 2005, con la división de RENFE en Renfe Operadora y Adif, esta última es la titular de las instalaciones.

## La estación
Las instalaciones constan de 4 vías y 2 andenes —uno central y uno lateral—.